# 63-я кавалерийская дивизия
63-я кавалери́йская Ко́рсуньская Краснознамённая диви́зия — воинское соединение РККА ВС Союза ССР, принимавшее участие в Великой Отечественной войне.
63-я кавалерийская дивизия входила в состав Закавказского, Северной группы войск Закавказского, Черноморской группы войск Закавказского , Северо-Кавказского, Южного, 4-го, 2-го и 3-го Украинских фронтов.

## История формирования дивизии
Дивизия формировалась в городе Ленинабад Таджикской ССР (Среднеазиатский военный округ) с 13 августа по 1 октября 1941 года на основании Постановления Государственного Комитета Обороны СССР № 459 от 11 августа 1941 года.

## Боевой состав
- 214-й кавалерийский ордена Богдана Хмельницкого полк;

## Послевоенная история
- Осень 1945 года — переформирована в 12-ю механизированную дивизию в г. Осиповичи (Белорусский военный округ);
- 1949 год — переформирована в 5-ю танковую дивизию;
- 1955 год — переформирована в 5-ю тяжёлую танковую дивизию;
- 1960 год — дивизия расформирована.

## Награды и почётные наименования
- «Корсуньская» — почётное наименование присвоено Приказом Верховного Главнокомандующего № 045 от 26 февраля 1944 года за отличие в боях и освобождение города Корсунь-Шевченковский;
- Орден Красного Знамени — награждена Указом Президиума Верховного совета СССР от 15 сентября 1944 года за образцовое выполнение боевых заданий командования на фронте борьбы с немецкими захватчиками, за овладение городами Роман,  Бакэу, Бырлад, Хуши и проявленные при этом доблесть и мужество.[1]

### Награды частей дивизии
- 220-й кавалерийский Дебреценский[2] полк
- 223-й кавалерийский ордена Богдана Хмельницкого[3] (II степени) полк
- 60-й танковый ордена Богдана Хмельницкого[3] (II степени) полк
- 214-й кавалерийский ордена Богдана Хмельницкого полк (II степени)
- 1684-й артиллерийско-миномётный Дебреценский[2] полк

## Состав
- управление
- 214-й кавалерийский полк
- 220-й кавалерийский полк
- 223-й кавалерийский полк
- 60-й танковый полк (с 21 апреля 1944 года)
- 1684-й артиллерийско-миномётный полк (65-й конно-артиллерийский дивизион)
- 502-й отдельный дивизион противовоздушной обороны (с 19 апреля 1943 года)
- 65-й артиллерийский парк
- 12-й сапёрный эскадрон (с 9 апреля 1943 года)
- 47-й отдельный полуэскадрон связи
- взвод автоматчиков (с 14 февраля 1943 года)
- 46-й отдельный медико-санитарный эскадрон
- 63-й отдельный эскадрон химической защиты
- 45-й продовольственный транспорт
- 251-й дивизионный ветеринарный лазарет
- 182-я полевая почтовая станция
- 992-я полевая касса Государственного банка СССР[4]

## Штрафной полк
С одним из полков дивизии в ходе войны произошёл уникальный случай: 214-й кавалерийский полк (командир гвардии подполковник Данилевич Е. В.) был целиком переведён в разряд штрафных вследствие утери Боевого Знамени полка в бою 26 октября 1944 года. 23 ноября 1944 года вышел приказ НКО СССР № 0380 «О переводе 214-го кавалерийского полка в разряд штрафных»:

…Учитывая, что утеря Красного Знамени произошла не вследствие малодушия личного состава 214-го кавалерийского полка, а по причине нераспорядительности командира полка — гвардии подполковника Данилевич и что 214-й кавалерийский полк в предшествующих боях с немецко-фашистскими захватчиками успешно выполнял боевые задания командования, — приказываю:
1. 214-й кавалерийский полк перевести в разряд штрафных и предупредить весь личный состав полка, что своими действиями в боях он должен искупить свою вину перед Родиной.
2. Виновника в утере Боевого Красного Знамени 214-го кавалерийского полка гвардии подполковника Данилевич снизить в звании до майора.
3. Командира 42-го гвардейского кавалерийского полка 10-й гвардейской кавалерийской дивизии гвардии полковника Чеглакова, не предупредившего своего соседа об отходе и тем самым поставившего 214-й кавалерийский полк в тяжёлые условия боевой обстановки, снизить до звания майора.
4. Военному совету 3-го Украинского фронта к 1 февраля 1945 года донести о боевой деятельности 214-го кавалерийского полка для решения вопроса о возможности снятия наказания и выдачи полку вновь Боевого Красного Знамени.
5. Настоящий приказ объявить всему личному составу Красной Армии.

Народный комиссар обороны Союза ССР Маршал Советского Союза И. Сталин— Приказ НКО СССР № 0380 «О переводе 214-го кавалерийского полка в разряд штрафных»
Несмотря на перевод в разряд штрафных, в официальном названии полка сохранялось упоминание ордена Богдана Хмельницкого II степени, полученного за отличие в Корсунь-Шевченковской операции. Личный состав полка не был лишён орденов и медалей (как это полагалось бы при переводе в штрафные роты и батальоны) и сохранил прежние должности и звания, за исключением командира полка, сниженного в звании до майора. Через три месяца, в феврале 1945 по ходатайству Военного совета 3-го Украинского фронта 214-й кавполк был выведен из разряда штрафных с правом вновь получить Боевое Красное Знамя.

## Периоды вхождения в состав Действующей армии
- 28 мая 1942 года — 9 мая 1943 года
- 4 сентября 1943 года — 9 мая 1945 года[4].

## В составе
63-я кавалерийская дивизия входила в состав Закавказского, Северной группы войск Закавказского, Черноморской группы войск Закавказского , Северо-Кавказского, Южного, 4-го, 2-го и 3-го Украинских фронтов.
 

## Командиры
- Белошниченко, Кузьма Романович (22 августа 1941 года — 7 июля 1944 года), генерал-майор;
- Крутовских, Павел Михайлович (8 июля 1944 года — 9 мая 1945 года), генерал-майор;

## Отличившиеся воины дивизии
Герои Советского Союза:
- Коротков, Иван Никонович, младший сержант, командир отделения взвода разведки 223-го кавалерийского полка 63-й кавалерийской дивизии[7].
- Рогов, Михаил Сафронович, старшина, старшина 3-го эскадрона 223-го кавалерийского полка[8].

 Кавалеры ордена Славы трёх степеней:
- Иваньков,  Александр Петрович,  младший сержант, командир орудийного расчёта 223-го кавалерийского полка[8];
- Калмыков, Иван Иванович, рядовой, разведчик 223-го кавалерийского полка[10];
- Матущенко, Семён Ефимович, рядовой, орудийный номер 76-мм орудия 223-го кавалерийского полка[8].